# Inga Humpe

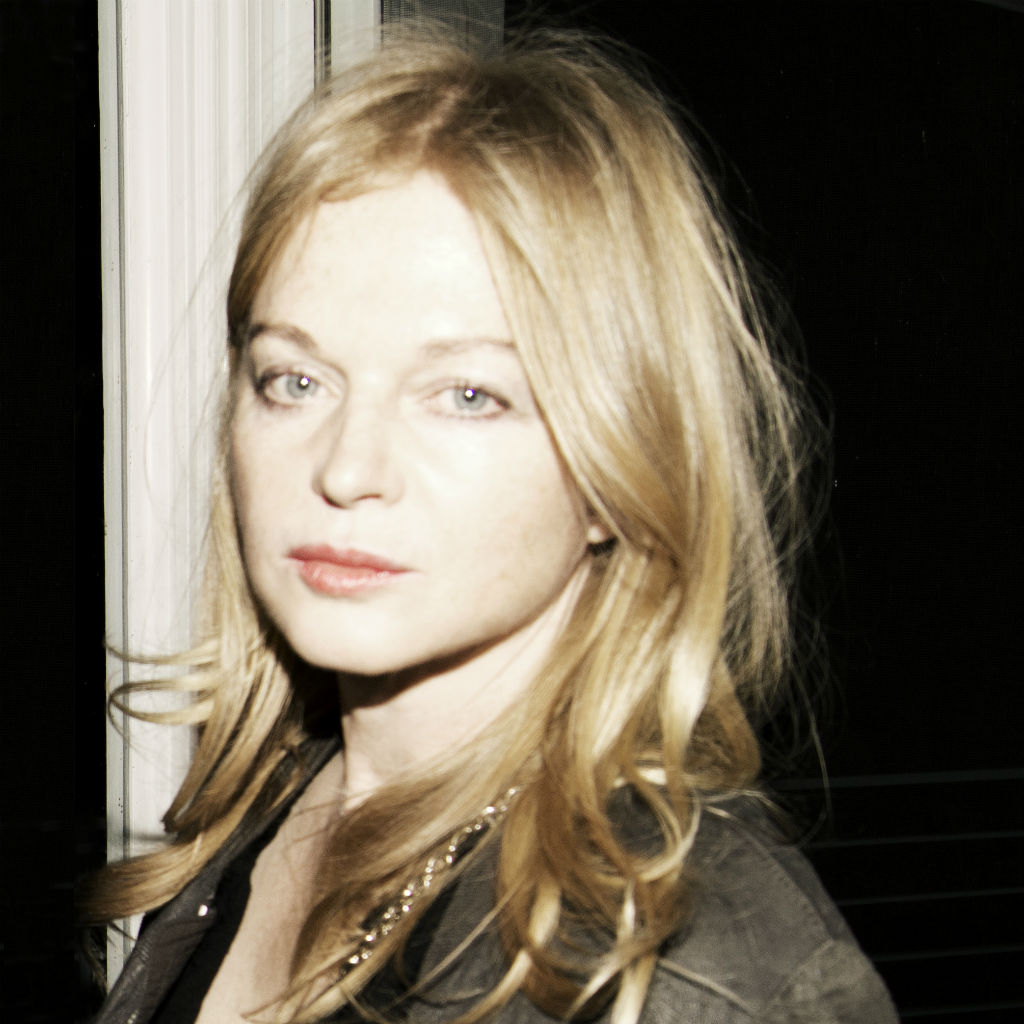
Inga Humpe (2013)

Inga Humpe (* 13. Januar 1956 in Hagen) ist eine deutsche Sängerin, Komponistin und Texterin. Mit Bands wie Neonbabies, DÖF und Humpe & Humpe gehörte sie zu den bekannten Musikerinnen der Neuen Deutschen Welle und wurde zunächst durch das Singen des Refrains von Codo … düse im Sauseschritt bei DÖF bekannt. Mit Tommi Eckart bildet sie heute die Band 2raumwohnung. 

## Leben
Ihre rund fünf Jahre ältere Schwester ist Annette Humpe. Die Kindheit verbrachte Humpe in Herdecke an der Ruhr, wo ihre Eltern eine Konditorei betrieben. Nach dem Abitur begann sie 1975 ein Studium der Kunstgeschichte und Komparatistik an der RWTH Aachen und wechselte im folgenden Jahr an die Freie Universität Berlin. Außerdem besuchte sie zeitweise die Max-Reinhardt-Schule, um Schauspielerin zu werden.
Humpe ist seit 1993 mit Tommi Eckart liiert. Sie leben in Berlin-Mitte.

## Wirken

### Frühe musikalische Karriere
Nach ersten musikalischen Projekten gründete Humpe Ende der 1970er Jahre die Punk-Band Neonbabies, in der sie bis 1983 als Sängerin aktiv war. Einer breiten Öffentlichkeit wurde Humpe als Mitglied der Gruppe DÖF mit deren Hit Codo bekannt. 1984 produzierte sie mit Gareth Jones das Album Parlez-vous Schaumburg von Palais Schaumburg. Von 1985 bis 1988 legte sie mit ihrer älteren Schwester Annette Humpe zwei Alben vor, Humpe • Humpe und Swimming with Sharks. Beide traten als Humpe & Humpe auf, später wurden sie mit der 1 Live Krone für ihr Lebenswerk ausgezeichnet.
Humpe wirkte zeitweise als Gastsängerin, unter anderem an Aufnahmen der Künstler Stephan Remmler, Falco und Marc Almond. Außerdem schrieb sie beispielsweise die Musik für Petra Haffters Kinofilm Der Kuß des Tigers. 1989 erschien unter dem Titel Planet Oz das erste Soloalbum von Inga Humpe. Mitte der 1990er Jahre veröffentlichte sie unter dem Namen Bamby die Platte Walls of Sugar, die von Kritikern zwar positiv beurteilt wurde, kommerziell aber nicht an vergangene Projekte heranreichte. Für Kylie Minogue schrieb Humpe den 1994 veröffentlichten Song Automatic Love, mit Ralf Hertwig produzierte sie 1995 Shut Up (And Sleep with Me) von Sin with Sebastian.

### 2raumwohnung

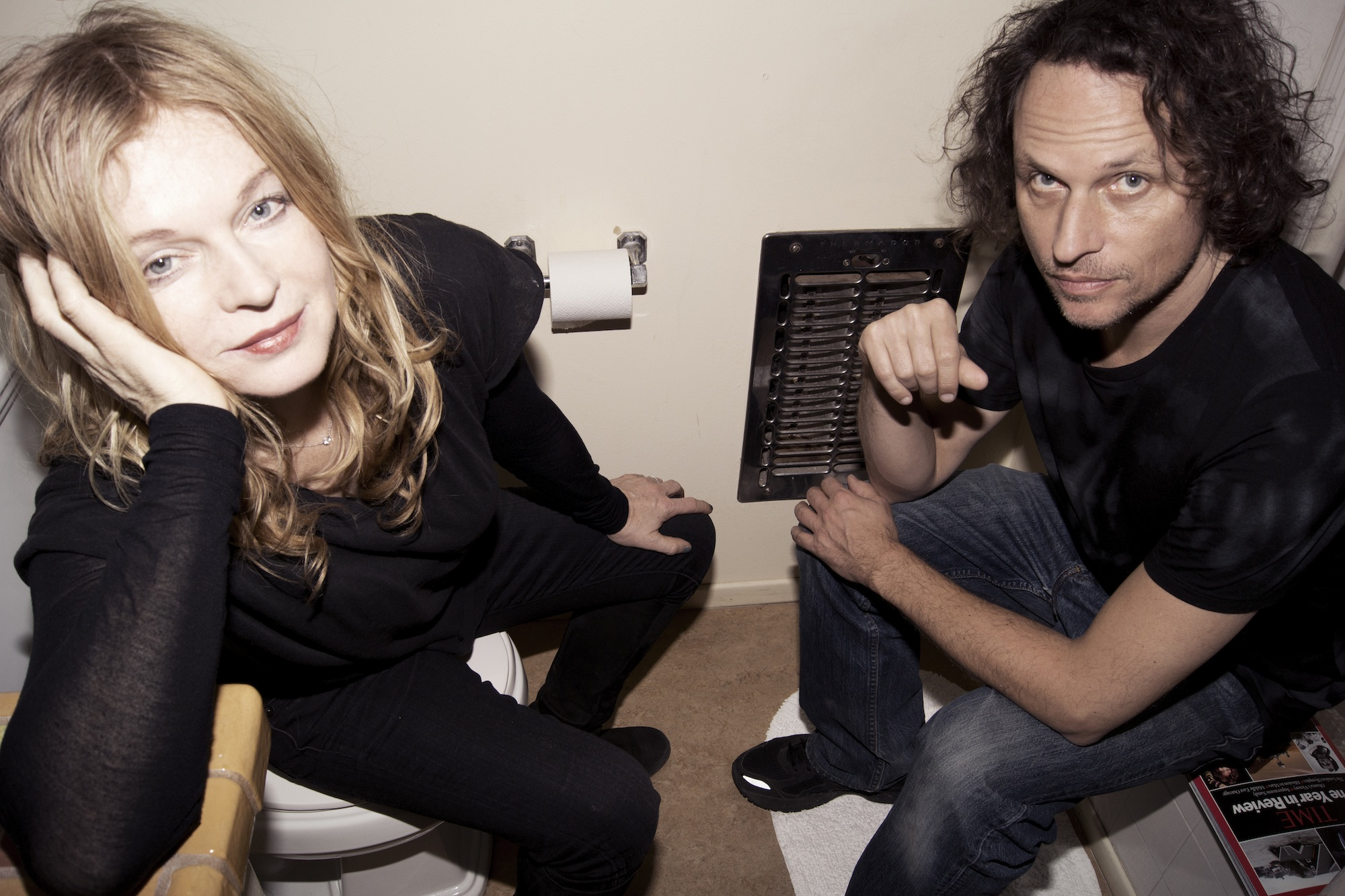
Inga Humpe und Tommi Eckart sind das Duo 2raumwohnung (2013)

Seit 1993 ist sie mit Tommi Eckart liiert, der zu dieser Zeit Andreas Dorau produzierte, auf dessen Alben Humpe als Gastsängerin zu hören war. Im Jahr 2000 komponierte sie mit Eckart im Rahmen eines Studioprojekts einen Song, der für eine Fernsehwerbung verwendet wurde. Beide arbeiteten zunächst unter einem Pseudonym, später wurde 2raumwohnung schließlich offizieller Name des Duos. Das erste Album Kommt zusammen wurde 2001 veröffentlicht, kommerziell war 36 Grad aus dem Jahre 2007 die erfolgreichste Platte. Bis 2013 produzierte Humpe mit ihrem Partner insgesamt sieben Alben und wurde dreimal mit einer Goldenen Schallplatte ausgezeichnet. 2005 erhielten sie die Goldene Stimmgabel als bestes Duo.
Neben eigenen Liedern wirkte Humpe mit 2raumwohnung auch als Produzentin, beispielsweise entstand 2004 das Debütalbum Gegen die Zeit von Toni Kater. 2011 nahm sie im Duett mit Udo Lindenberg das Stück Ein Herz kann man nicht reparieren für MTV Unplugged – Live aus dem Hotel Atlantic auf, das mehrfach mit Platin ausgezeichnet wurde. Humpe schrieb Lieder für Kylie Minogue und andere Künstler, Remixe entstanden etwa für Ennio Morricone und Herbert Grönemeyer. Auch die Filmmusik von Das Sams und Mädchen, Mädchen stammt von 2raumwohnung.
Im Vorfeld des Best-of-Albums und der Live-Tour 2020 anlässlich des 20. Jubiläums von 2raumwohnung veröffentlichte Humpe mit Wir trafen uns in einem Garten ein literarisches Porträt, das unter anderem die Anfänge im Sauerland schildert. Die Frankfurter Allgemeine Sonntagszeitung lobte in ihrer Rezension die „virtuose Erzählung“ der Autorin.

### Weitere Engagements

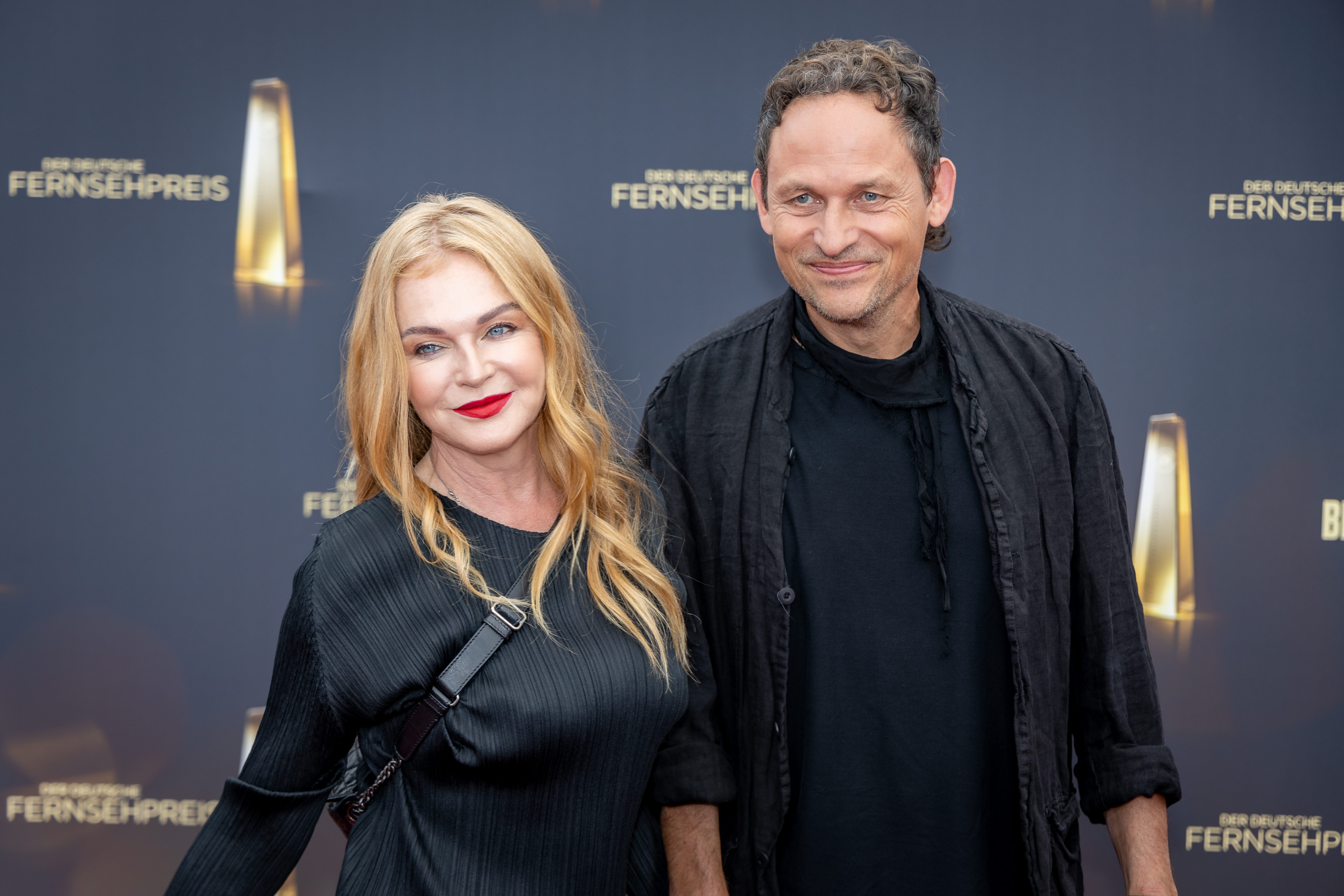
Inga Humpe und Tommi Eckart beim Deutschen Fernsehpreis (2022)

Humpe ist gemeinsam mit ihrem Lebensgefährten die Gesellschafterin des Independent-Labels it-sounds mit Sitz in Osnabrück, das auch Toni Kater, EL*KE, Tito & Tarantula und Stephan Remmler veröffentlicht hat. Sie unterstützt als langjähriges Mitglied das gemeinnützige Paul Klinger Künstlersozialwerk e.V., das sich für Künstlerinnen und Künstler aller Gewerke einsetzt.

## Trivia
Humpe wohnt im selben Haus wie Max Raabe, der auch mit ihrer Schwester Annette gearbeitet hat.

## Auszeichnungen
Inga Humpe erhielt als Mitglied von 2raumwohnung diverse Auszeichnungen, darunter mehrfach den Dance Music Award. 2005 erhielt sie zusammen mit ihrer Schwester Annette Humpe für ihr Lebenswerk die 1 Live Krone. Im Mai 2018 wurde sie mit dem Fred-Jay-Preis für ihre Liedtexte ausgezeichnet. 2022 erhielten Humpe, Eckart und Matthias Petsche den Deutschen Fernsehpreis für den Soundtrack der Serie Eldorado KaDeWe, in dem sie auch selbst sang.

## Werke
- Wir trafen uns in einem Garten. Verlag Kiepenheuer & Witsch, Köln 2019, ISBN 978-3-462-05317-3.